# Đoko Ivanović
Đoko Ivanović, črnogorski general, * 15. april 1918, † ?.

## Življenjepis
Pred vojno je diplomiral na beograjski Pravni fakulteti. Leta 1941 je vstopil v NOVJ in KPJ; med vojno je bil intendantski poveljnik več enot.
Po vojni je končal VVA JLA in doktoriral na Pravni fakulteti; nadaljeval je z vojaško in znanstveno kariero.